# Minna Rüdiger

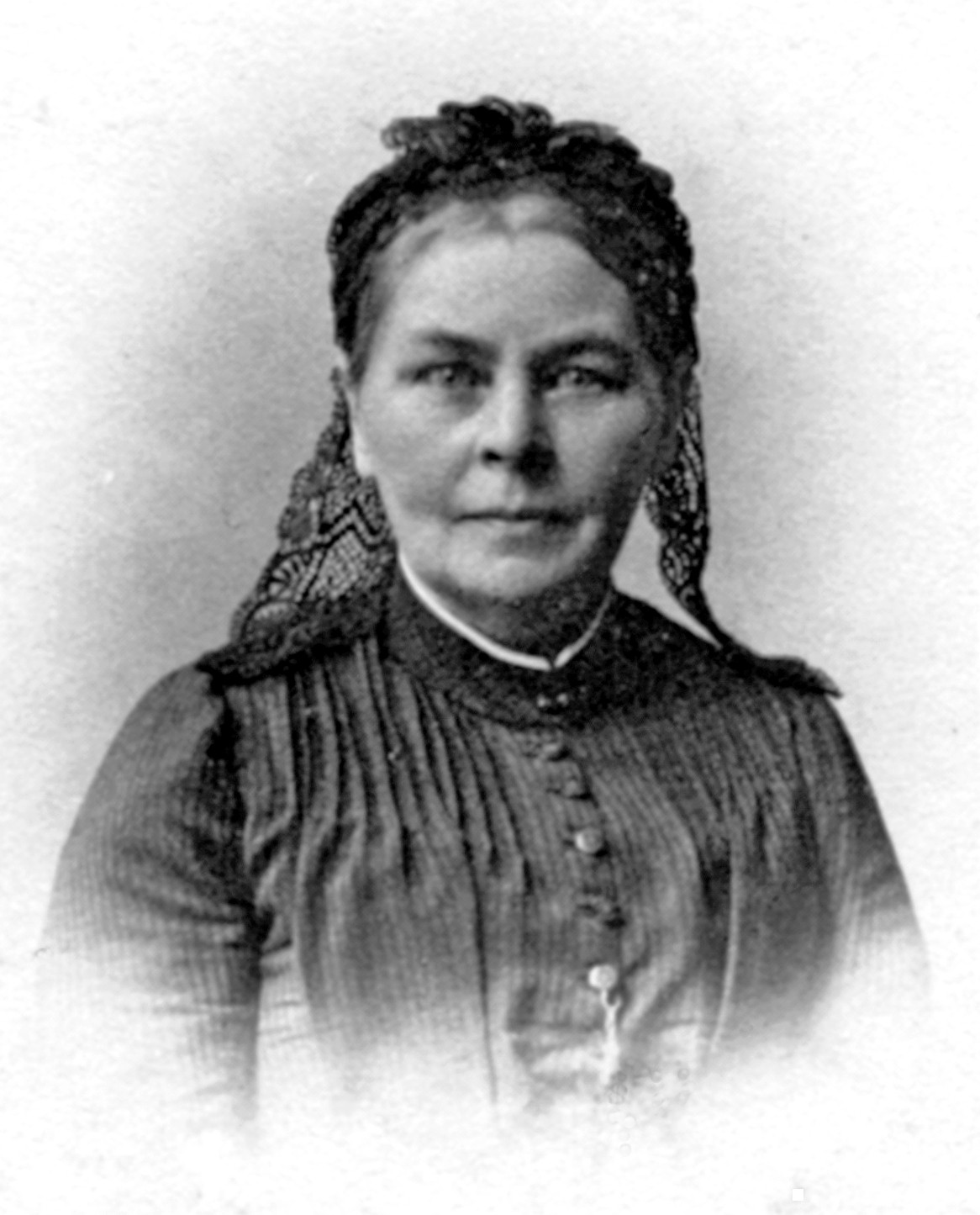
Minna Rüdiger

Minna Rüdiger (* 5. April 1841 als Wilhelmine Margarethe Charlotte Waack in Lübeck; † 27. Februar 1920 ebenda) war eine zu ihrer Zeit überregional bekannte, heute weitgehend vergessene Schriftstellerin. Minna war ihr Rufname, den sie auch als Autorenname verwendete.

## Leben
Minna Rüdiger wurde als zweite Tochter des Schulleiters der Knabenschule zu St. Marien (Volksschule), Heinrich Friedrich Asmus Waack (1808–1893) in der Fleischhauerstraße 72 (seit 1884: 71) geboren und wuchs dort mit neun Geschwistern auf, von denen zwei früh verstarben.
Inspiriert von den Werken Marie Nathusius’, verfasste sie mit etwa 14 Jahren ihre ersten Gedichte. Zu jener Zeit entstand zwischen den Schwestern und den Töchtern des nach Selmsdorf, wo ihre Mutter Margaretha Elisabeth (1818–1901) herstammte und ihr Großvater Johann Daniel Hempel (1785–1867) Küster war, berufenen Pastors und Konsistorialrats Rüdiger eine enge Freundschaft.
Im Jahre 1863 heiratete sie den Bruder ihrer Freundinnen, den Theologen Johannes August Rüdiger, der zu der Zeit Lehrer an der Höheren Töchterschule von Neustrelitz war. Bald darauf wurde dieser zum Pastor an der Stadtkirche ernannt. Im Jahre 1876 wurde er Landpastor in Hinrichshagen bei Woldegk. Nach 32-jähriger Ehe verstarb ihr Mann 1895.
Nach Ablauf des „Gnadenjahres“ im Pastorat zog sie in ein Witwenhaus in Hinrichshagen. 1901 übersiedelte sie nach Lübeck zu ihrer unverheirateten älteren Schwester Marie Waack in das Haus Charlottenstraße Nr. 11, das ihr 1893 verstorbener Vater nach seiner Pensionierung 1880 bezogen hatte.
Der Trauergottesdienst fand am Nachmittag des 3. März in der St.-Jürgen-Kapelle statt. Die Trauerrede wurde von ihrem Sohn Hans Rüdiger, Hauptpastor an St. Laurentius in Schönberg (Mecklenburg) gehalten. Er schloss mit den für seine Mutter das Lebensmotto bildenden Worten aus 1 Joh 5,4 : Unser Glaube ist der Sieg, der die Welt überwunden hat.
Hans war eines der fünf ihrer zehn Kinder, die bei ihrem Tode noch lebten. Über die fünf hinaus hatte sie 13 Enkel und Urenkel. Eine der Töchter, Magdalena, war mit Christian Reimpell verheiratet. Er war Hauptpastor am Lübecker Dom und Seelsorger im 3. Seelsorgebezirk, zu dem damals auch die St. Jürgen-Kapelle und ihr Friedhof gehörten.

## Werk
Nach den ersten dichterischen Versuchen ihrer Jugendzeit ließen ihre Pflichten als Hausfrau und Mutter sie nicht mehr zum Schreiben kommen. Erst Mitte der 80er Jahre fand sie wieder Zeit für literarische Arbeit. Ihre erste größere Geschichte, Waldtraut, erschien 1888. Die Themen ihrer Bücher wählte sie aus der Vergangenheit ihrer engeren Heimat. Die Werke Minna Rüdigers erreichten teils eine hohe Auflagenanzahl. Noch in ihrem letzten Lebensjahr publizierte sie zwei Geschichten, Freunde fürs Leben und Das helle Licht.
Der zeitgenössischen Literaturkritik erschienen ihre spezifisch christlichen Bücher als „altmodisch“. So urteilte Wilhelm Lobsien 1908: Sie schwimmt im Fahrwasser einer überwundenen Kunst, hat aber sehr interessante Beiträge zur Charakteristik altlübschen Volkslebens gegeben, die ihre anderen Bücher überdauern werden.

## Werke

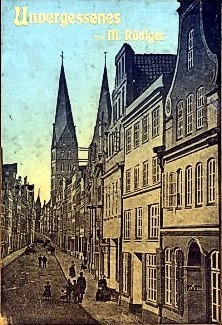
Unvergessenes

### Hauptwerke
- Waldtraut. Nach der Chronik des Pfarrers zu Hinrichshagen. Buchhandlung des Evangelischen Vereinshauses, Dessau 1888.[2]
- Die Ritter von der Hopfenburg. Evangelisches Vereinshaus, Cöthen 1892.
- Treue Minne. Aufzeichnungen Bruder Elilands, des Pfarrers zu Buchhorn. Bahn, Schwerin 1899.
- Die Frau des Ratmannen. Eine Erzählung aus Lübecks Vergangenheit. Bahn, Schwerin 1893.[3]
- Barbara. Roman. Bahn, Schwerin 1894.
- Durch tiefe Wasser. Roman. Bahn, Schwerin 1901.
- Die letzten ihres Geschlechts. Erzählung aus der Zeit Geregors VII. Bahn, Schwerin 1910.
- Auf Umwegen. Roman. Bahn, Schwerin 1903.

### Erzählungen
- Habermanns Pflegesohn. Bahn, Schwerin 1896.
- Er suchet das Verlorene. Erzählungen fürs Volk. Hrsg. vom christlichen Verein im nördlichen Deutschland. Christlicher Verein, Eisleben 1894.
- Um des Glaubens Willen. Vier Erzählungen aus der Reformationszeit. Bahn, Schwerin 1895.
- Aus freien Reichsstädten. Erzählungen aus Hamburgs und Lübecks Vergangenheit. Bahn, Schwerin 1899.

### Erinnerungen
Als kulturhistorisch wertvoll wurden bei ihrem Tod im Jahr 1920 eingestuft:
- Unvergessenes. Erinnerungen. Bahn, Schwerin 1904.[4]
- Rückblicke. Bahn, Schwerin 1909.[5]

### Kinderbücher
- Lust und Leid der Kinderzeit.[6]
- In der Dämmerstunde. Plaudereien. Dresden 1892.
- Aus Großmutters Schatzkästchen. Geschichten und Märchen. Bahn, Schwerin 1896.
- Treue um Treue. Eine Geschichte für die Jugend und ihre Freunde. Bahn, Schwerin 1895.

## Verweise